# Cercle horaire
 (novembre 2023).
Si vous disposez d'ouvrages ou d'articles de référence ou si vous connaissez des sites web de qualité traitant du thème abordé ici, merci de compléter l'article en donnant les références utiles à sa vérifiabilité et en les liant à la section « Notes et références ».

Diagramme illustrant le cercle horaire d'une étoile.

Le cercle horaire d'un astre est un grand cercle de la sphère céleste. Ce cercle est  obtenu par l'intersection de la sphère et du plan qui passe par l'astre considéré et les pôles célestes.
Le cercle horaire est défini dans le système de coordonnées horaires  et dans le système de coordonnées équatoriales, ces deux systèmes ayant les mêmes pôles.

## Propriétés
Tout cercle horaire est, par définition, perpendiculaire à l'équateur céleste.

## Notions connexes
La déclinaison, couramment notée δ, est l'angle mesuré, sur le cercle horaire de l'astre, entre cet astre et l'équateur céleste.